# Johan Jacobs
Pour les articles homonymes, voir Jacobs.
Johan Jacobs, né le 1er mars 1997 à Zurich, est un coureur cycliste suisse, spécialiste du cyclo-cross. Il est membre de l'équipe Groupama-FDJ.

## Biographie
En 2020, il est sélectionné pour représenter son pays aux championnats d'Europe de cyclisme sur route organisés à Plouay dans le Morbihan.
Jacobs subit en mai 2023 une intervention chirurgicale pour traiter une endofibrose iliaque gauche. En fin de contrat avec Movistar en décembre 2023, l'équipe annonce en octobre la prolongation de celui-ci jusqu'en fin d'année 2024.

## Palmarès sur route

### Par année
- 2018
  - 1re étape du Tour de Namur
- 2019
  - Tour du Brabant flamand :
    - Classement général
    - 3e étape (contre-la-montre)

  - 2e étape du Tour de l'Avenir (contre-la-montre par équipes)
  - 2e de Paris-Roubaix espoirs
- 2021
  - 3e du championnat de Suisse sur route

### Résultats sur les grands tours

#### Tour d'Espagne
1 participation
- 2021 : abandon (9e étape)

### Classements mondiaux
| Année                                 | 2018  | 2019  | 2020 | 2021 | 2022  | 2023  | 2024 |
| ------------------------------------- | ----- | ----- | ---- | ---- | ----- | ----- | ---- |
| Classement mondial                    | 2834e | 1226e | 318e | 669e | 1195e | 1422e | 896e |
| UCI Europe Tour                       | 1900e | 852e  | 263e | 530e | 835e  | nc    | nc   |
|                                       |       |       |      |      |       |       |      |
| Légende : nc = non classéSource : UCI |       |       |      |      |       |       |      |

## Palmarès en cyclo-cross
| - 2011-2012 - 2e du championnat de Suisse de cyclo-cross débutants - 2012-2013 - Champion de Suisse de cyclo-cross débutants - 2013-2014 - Champion de Suisse de cyclo-cross juniors - Superprestige juniors #8, Middelkerke - 6e du championnat du monde de cyclo-cross juniors - 7e du championnat d'Europe de cyclo-cross juniors - 2014-2015 - Champion de Suisse de cyclo-cross juniors - Coupe du monde de cyclo-cross juniors #4, Namur - Trophée Banque Bpost juniors #2, Oudenaarde - Trophée Banque Bpost juniors #7, Baal - Trophée Banque Bpost juniors #8, Lille - Superprestige juniors #8, Middelkerke - 3e du championnat d'Europe de cyclo-cross juniors | - 2015-2016 - 3e du championnat de Suisse de cyclo-cross espoirs - 2016-2017 - Champion de Suisse de cyclo-cross espoirs - 2017-2018 - 2e du championnat de Suisse de cyclo-cross espoirs |  |